# Reinhard von Gemmingen (1591–1638)
Reinhard von Gemmingen (* 1591; † 1638) war Grundherr in Bonfeld und Eschenau.

## Leben
Er war ein Sohn des Pleikard von Gemmingen (1536–1594) und der Anna Felicitas Landschad von Steinach. Aus dem Besitz des Vaters erbte Reinhard von Gemmingen die Orte Bonfeld und Eschenau. Nach dem frühen Tod des Vaters standen Reinhard und sein Bruder Friedrich (1587–1634) unter Vormundschaft von Wolf Konrad Greck von Kochendorf. Die Brüder studierten 1607 gemeinsam in Orléans und heirateten später die Töchter ihres Vormunds. Die Mutter der Greck-Töchter war Benedicta von Gemmingen aus der Linie Gemmingen-Michelfeld, die nach dem Tod ihres Bruders und letzten männlichen Nachkommen jener Linie, Weyirch von Gemmingen-Michelfeld († 1613), in den Genuss eines umfangreichen Erbes kam, aus dem den Töchtern jeweils 10.000 Gulden zugesprochen wurden. Nach Benedictas Tod 1628 kamen die Greck-Töchter zu weiteren Erbteilen, unter anderem zu jeweils einem Neuntel an Lehrensteinsfeld.
Reinhard war verheiratet mit Anna Agnes Greck von Kochendorf († 1635). Das Paar blieb ohne Nachkommen. Das Erbe Reinhards fiel an Wolf Friedrich (1612–1666) und Weirich von Gemmingen (1622–1678), die Söhne von Reinhards Bruder Friedrich (1587–1634), der mit Anna Sibylla Greck von Kochendorf († 1671) verheiratet war. Um das Erbe der Greck-Schwestern wurde länger verhandelt. Der stark zersplitterte Besitz in Lehrensteinsfeld wurde von der großen Erbengemeinschaft 1649 an Ludwig von Schmidberg verkauft.